# Ante Gaber
Ante Gaber, slovenski časnikar, filatelist in umetnostni zgodovinar, * 16. maj 1883, Škofja Loka, † 9. januar 1954, Ljubljana.

## Življenje in delo
Rojen kot Anton Janez Gaber očetu Antonu st. in materi Mariji (rojena Hafner). Osnovno šolo je obiskoval v Škofji Loki, gimnazijo pa v Kranju in na Sušaku, kjer je maturiral 1903. leta. Na Dunaju je študiral umetnostno zgodovino, med študijem in kasneje je potoval po Balkanu, Italiji in Nemčiji.
Po zaključenem študiju je živel v Škofji Loki, kjer se je družil z impresionisti (Ivan Grohar, Rihard Jakopič). Leta 1913 se je zaposlil v Etnografskem muzeju v Beogradu, leto kasneje pa je dobil službo na tamkajšnjem gospodarskem ministrstvu. Med prvo svetovno vojno je bil leta 1915 konfiniran. Leta 1916 je postal vojak v avstrijski vojski. Takoj po vojni (1919) je bil nekaj časa upravitelj Riklijevega zdravilišča na Bledu. Nato se je zaposlil pri pošti v Ljubljani. Postal je strokovnjak za filatelijo.

## Dela
V časopise tiste dobe in revije (Dom in svet, Slovenec, Jutro) je pisal prispevke o slovenski umetnosti. Zelo pozorno je spremljal delo slovenskih impresionistov (I. Grohar, R. Jakopič ...). Navdušeno je zbiral folklorno gradivo in starine, v tujih časopisih pa je objavil večje število fotografij slovenske ljudske umetnosti. Kot navdušen filatelist je urejal prvi slovenski filatelistični list Kolektor (1924–33) in prilogo Jutra, Filatelija. Poleg tega je napisal več prispevkov o slovenskih znamkah in zgodovini slovenskega novinarstva. V zborniku Razstava slovenskega novinarstva (COBISS) je objavil razpravo Skozi stoletja za našim novinarstvom (COBISS).